# Christer Sylvén
Gustaf Christer Sylvén, född 24 juni 1936 i Eskilstuna, död 20 juni 2022 i Täby distrikt[källa behövs], var en svensk diplomat.

## Biografi
Sylvén avlade reservofficersexamen i Intendenturkåren 1957 och juris kandidatexamen 1960. Han blev attaché vid Utrikesdepartementet (UD) sistnämnda år. Sylvén tjänstgjorde i Bonn 1961-1962, Kairo 1962-1965, vid UD 1965-1971 och vid ambassaden i Wien samt svenska delegationen vid UNIDO och IAEA 1971-1974. Han var ambassadråd vid svenska OECD-delegationen i Paris 1974-1977, kansliråd vid UD 1977 samt departementsråd och chef för UD:s PA-enhet 1978-1982. Sylvén var ambassadör i Wellington och Suva 1982-1987, jämväl Nuku'alofa och Apia 1983-1987 samt i Seoul 1987-1992. Han var därefter ambassadör i Kairo och Khartoum 1995-2000.
Han var ordförande och ledamot eller sekreterare i statliga utredningar och kommittéer från 1967. Sylvén var ordförande i Koreanska sällskapet. Han var överceremonimästare från 2000 fram till oktober 2005. Den 28 januari 2005 förlänades Sylvén med H.M. Konungens medalj i 12:e storleken i serafimerordens band för "förtjänstfulla insatser som överceremonimästare".
Sylvén var son till överstelöjtnant Curt Sylvén och Alice Eneström. Han  gifte sig 1961 med konstnären Vivi Yllner (född 1937), dotter till civilekonomen Eric Yllner och Ica Kollberg.